# Longmeadow
Longmeadow est une ville du comté de Hampden, au Massachusetts, États-Unis.

## Situation
Longmeadow est une ville du sud-ouest de l'État du Massachusetts, située au sud de la ville de Springfield. À l'ouest, la ville est bordée par le fleuve Connecticut. La ville s'étend sur environ 4,8 km du nord au sud et sur 4 km d'ouest en est.

## Histoire
Les premiers habitants s'établissent sur le site actuel de Longmeadow en 1644 et la ville est officiellement fondée le 17 octobre 1783. En 1910, des voies de tram sont posées. Les quinze années suivantes, la population triple. Après la construction d'une autoroute qui longe la ville à l'ouest, la population de la ville augmente considérablement entre 1960 et 1975.

## Écoles
Longmeadow a six écoles publiques et aussi des écoles privés. Les écoles publiques sont:
- Longmeadow High School - lycée
- Glenbrook Middle School - collège
- Williams Middle School - collège
- Blueberry Hill School - école primaire
- Center School - école primaire
- Wolf Swamp Road School - école primaire.

## Population
La ville comptait 15 784 habitants au recensement de 2010.

## Personnalités liées à la ville

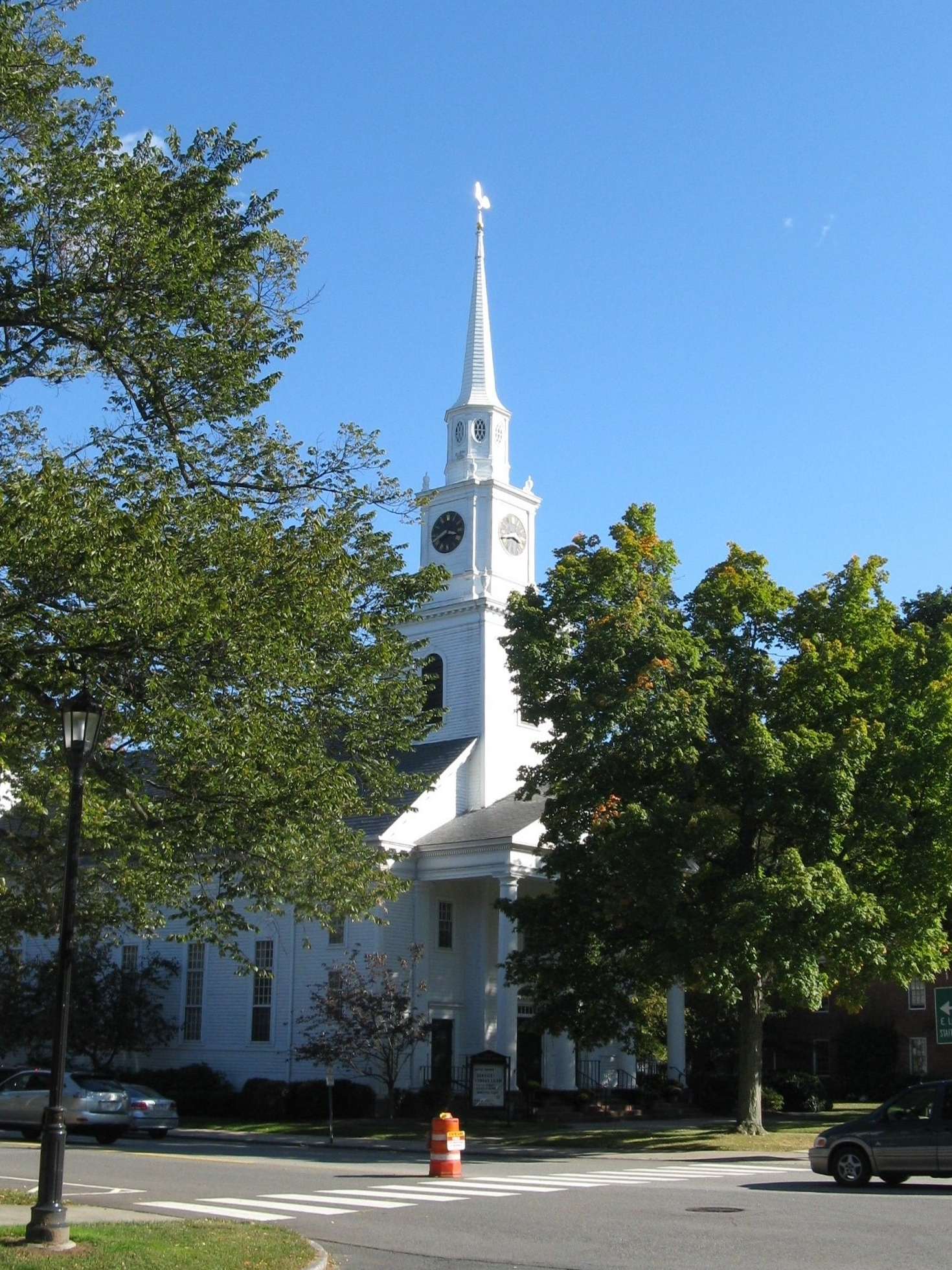
First Church of Christ, Longmeadow

- John Chapman (Johnny Appleseed), pépiniériste
- Mary Ann Booth (en), microscopiste
- Craig E. Campbell (en), homme politique
- Joseph Colton, cartographe
- John DeLuca, acteur
- Damien Fahey (en), vidéo-jockey (VJ) chez MTV
- Meghann Fahy, actrice
- Jonathan Green, journaliste et auteur anglais
- Jay Heaps, joueur et entraîneur de soccer
- Nathan Cooley Keep (en), pionnier en dentisterie
- Aaron Lewis, guitariste et chanteur du groupe Staind
- Chirlane McCray, écrivaine et activiste
- Bridget Moynahan, modèle et actrice
- Joe Philbin, coach de football américain
- Steven Purugganan (en), champion du monde de sport stacking
- Joey Santiago, musicien, guitariste des groupes Pixies et The Martinis.
- Anita Shreve, écrivaine et scénariste